# 天主教永州宗座监牧区
永州宗座監牧區（拉丁語：Apostolica Praefectura Yungchovensis）是天主教在中國湖南省永州市設立的一個監牧區。
1925年5月12日，羅馬教廷從長沙代牧區分設永州府监牧区。屬義大利方濟各會管理。1948年更名為永州监牧区。1999年，中國的官方教會將包括永州監牧區在內的湖南省所有教區合併為一個「湖南教區」，但未受宗座承認。

## 歷任首牧

### 永州府宗座监牧区宗座监牧
- Fr. Sebastian Großrubatscher, O.F.M. 1926年3月16日 – 1927年11月29日[1]
- Fr. Johannes Damascus Jesacher, O.F.M. 193年5月30日 – 1947年1月25日[1]

### 永州宗座监牧区宗座监牧
- Bishop Biagio Sigibaldo Kurz, O.F.M. 1948年5月21日 – 1973年12月13日[1]
- 李震林（Bishop Louis Li Zhen-lin），自選自聖，後未獲宗座認可， 1958年10月26日 – 不詳[註 1][3]
- 教座出缺（1973年12月13日-現在）
  - 屈藹林（Archbishop Methodius Qu Ai-lin），宗座署理。自選自聖，獲教宗認可，2012年4月25日